# Love Songs (album des Beatles)
Pour les articles homonymes, voir Love Songs.
Albums de The Beatles
The Beatles at the Hollywood Bowl
(1977) Rarities
(1978)
Albums américains
Rock 'n' Roll Music
(1976) Rarities
(1980)
Love Songs est compilation de chansons du groupe rock anglais The Beatles sortie en 1977, publiée par Capitol Records.

## Historique
Subséquemment à la publication du disque Rock 'n' Roll Music publié l'année précédente, cette autre compilation en deux 33 tours, offre un éventail de chansons cette fois plus douces de leur répertoire.
Toutes les chansons sont écrites par Lennon/McCartney sauf pour I Need You et Something de George Harrison  et la reprise Words of Love de Buddy Holly. Un nouveau mixage de la chanson Girl est incluse.
Cette compilation demeure 17 semaines au palmarès en Angleterre et atteint la 7e position. Aux États-Unis, elle n'atteint que  la 24e position mais est restée 31 semaines dans le classement Billboard. Malgré des ventes de plus de trois millions de copies, cette compilation a est retirée du catalogue à la fin des années 1980 et elle n'a jamais été rééditée en format CD.
C'est la première fois que la chanson This Boy est publiée au Royaume-Uni en version stéréo.

## Pochette
La pochette du disque, créée par Kenneth R. Anderson, le directeur artistique de Capitol Records, ne comporte qu'une photo du groupe, prise par Richard Avedon, imprimée de façon à imiter la technique de feuille d'or embossée sur un fond de cuir. Cette photo, qui se retrouve aussi en grand format à l’intérieur de la pochette, est en fait un montage de quatre portraits noir et blanc, pris le 11 août 1967 et publié l'année suivante dans le magazine Look aux États-Unis et Stern en Europe. Le montage original, surnommé « Mount Rushmore », plaçait Paul à l’extrême gauche de l'image et était plus petit que John et Ringo. Mais comme McCartney et son groupe Wings étaient encore sous contrat avec le label américain, le montage fut remanié afin que le visage de celui-ci devienne le plus gros et soit plus centré.
Un livret contenant les paroles des chansons écrites avec une police manuscrite imprimé sur un papier de style parchemin est inclus et, au Canada, une édition limitée avec les disques en vinyle jaune est également commercialisée.
D'autres photos prises le 17 août 1967 par Avedon, celles-ci augmentées d'un effet Sabatier (en) afin de leurs rajouter un design psychédélique, seront utilisées pour la pochette du disque 1 publié en 2000.

## Titres
Toutes les chansons sont créditées Lennon/McCartney, sauf mention contraire.
| Disque 1 Face 1 1. Yesterday – 2:03 2. I'll Follow the Sun – 1:47 3. I Need You (George Harrison) – 2:27 4. Girl – 2:30 5. In My Life – 2:24 6. Words of Love (Buddy Holly) – 2:02 7. Here, There and Everywhere – 2:22 Disque 2 Face 3 1. Michelle – 2:40 2. It's Only Love – 1:55 3. You're Going to Lose That Girl – 2:16 4. Every Little Thing – 2:01 5. For No One – 1:59 6. She's Leaving Home – 3:37 | Face 2 1. Something (George Harrison) – 3:00 2. And I Love Her – 2:28 3. If I Fell – 2:18 4. I'll Be Back – 2:21 5. Tell Me What You See – 2:35 6. Yes It Is – 2:38 Face 4 1. The Long and Winding Road – 3:34 2. This Boy – 2:12 3. Norwegian Wood (This Bird Has Flown) – 2:02 4. You've Got to Hide Your Love Away – 2:07 5. I Will – 1:46 6. P.S. I Love You – 2:02 |